# Olpidium brassicae
Olpidium brassicae је гљива из рода Olpidium, из реда Chytridiales. Ова гљива је паразит младих биљака купуса. На купусу изазива обољење корена и кореновог врата, познато под називом „црна нога“. Ова гљива, при повећаној влажности земљишта заражава корен купуса још док се налази у топлим лејама. Заражена биљка потамни, стањи се и почне да труне.

## Циклус развића
Ова врста врши заразу путем зооспора, које имају дугачак гладак бич на задњем крају. До инфекције долази тако што зооспоре допливавају до површине коренове коре, прилепе се за њу и омотају омотачем. После тога се садржај зооспоре прелива у ћелију епидермиса корена. У ћелији епидермиса се једро паразита више пута дели митотичком деобом, тако да настаје вишеједарна плазматична маса. Ова плазматична маса прелази и у остале ћелије корена. После тога се талус Олпидијум брасике заодева омотачем и у целости претвара у зооспорангију (холокарпија). Новонастала зооспорангија на једном крају образује цеваст израштај који долази до површине биљке. Гелификацијом зида зооспорангије, зооспоре излазе напоље и могу да заразе нову биљку. Цео циклус развића траје пар дана, а може се поновити неколико пута. При застоју у образовању израштаја зооспорангије, зооспоре се понашају као гамети и међусобно се сливају. Спајају се само цитоплазме зооспора, а не и њихова једра, тако да настаје двоједарни планозигот. Међусобно се могу спојити само зооспоре које су настале у различитим зооспорангијама. Овако спојене зооспорангије пливају помоћу два бича док се поново не прилепе за епидермис купуса. Када се прилепи за купус, паразит се обмотава зидом и губи бичеве. После тога, помоћу ензима, пробија ћелијски зид и као плазматична маса продире у ћелију. У ћелији купуса ова гљива се обмотава дебелим ћелијским зидом звездастог облика и постаје трајна спора (циста), која може да преживи неповољне услове. Она се ослобађа распадањем ћелија корена. Када опет наступе повољни услови, после периода мировања, спајају се два једра у трајној спори. После тога долази до редукционе деобе, тако да опет настају хаплоидне зооспоре, и циклус креће из почетка.

## Мере заштите
Да би се купус заштитио од Олпидијум брасике примењују се дезинфекција земљишта, ређа сетва, добро проветравање и умерено заливање. Када се болест већ појави, често се на површини леја наноси слој песка дебљине од 2 до 4 центиметра, како би се на оболелим биљкама појавили секундарни корени.